# Frâmea

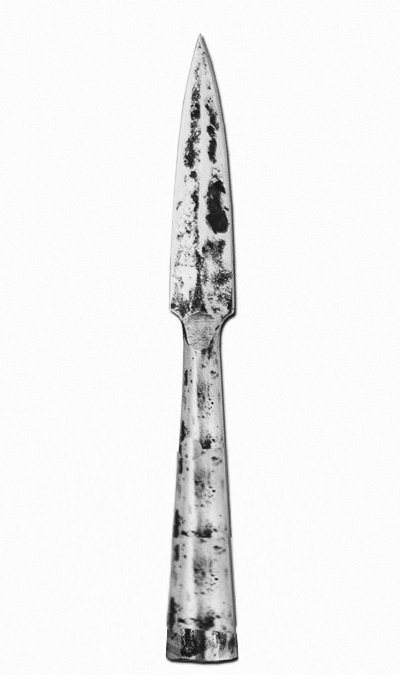

Frâmea era uma lança curta, utilizada pelos germanos à época da dominação romana. Forjada de ferro, tinha uma lâmina fina e curta, mas bastante aguçada. Era de fácil manejo e podia ser usada em combate aproximado ou longe. Também era usada pela cavalaria germânica.